# 友は風の彼方に
『友は風の彼方に』（原題：龍虎風雲、英題：City on Fire）は、1987年公開の香港映画。監督はリンゴ・ラム。主演はチョウ・ユンファ。
宝石強盗団に潜入捜査官として乗り込んだ警官とその強盗団の中心メンバーである青年との間に芽生えた友情を描いたストーリー。友に対する義理人情と、本来の職務への忠誠とのジレンマに悩む主人公をチョウ・ユンファが好演している作品である
この映画の設定を、クエンティン・タランティーノが自身の監督映画『レザボア・ドッグス』で採用していることでも知られ、ラストの銃を向け合うシーンなどもこの『友は風の彼方に』から影響を受けているのが看取できる。

## あらすじ
宝石泥棒のグループを捜査していた潜入捜査官のチャン・カムワーが、3人の襲撃者に殺される。ラウ警部は、別の潜入捜査官であるコー・チョウに捜査の続行を命じる。チョウは、潜入捜査中に友人を裏切らなければならなかった過去の経験から躊躇する。泥棒たちは宝石工場を襲おうとするが、警察に邪魔され、結局、泥棒の1人が警察官を殺害する。ジョン・チャン警部率いる特別部隊がギャング団の捜査のために結成され、チャンとラウの間に対立が生じる。チョウは、仲介人のタイ・ソンを通してギャング団に武器を売り込むが、その会合中にチャンのチームが尾行する。チョウは自分に録音装置を仕掛け、ギャング団と再び会う約束をする。チョウの恋人のハンは、別の男のツォと一緒にカナダへ出発する予定である。チョウは彼女を止めようとし、結婚を申し込むが、彼女は翌日、登記所で会って彼の誠意を証明するよう彼に挑戦する。しかし、チョウは武器取引の疑いでチャンのチームに逮捕される。チョウはチャンの部下たちに拷問されるが、ラウが介入し、ギャングの計画的な強盗に参加して現場で捕まえるようチョウに提案する。警察はギャングがどの宝石店を狙うのか知らないが、対応できるチームを用意している。チョウは強盗の前にギャングと時間を過ごし、ギャングのメンバーの一人であるフーと親しくなる。ギャングのリーダーはタイコンの宝石店を彼らの標的に指定する。強盗の最中に銃撃戦が起こり、数人のギャングのメンバーが殺される。チョウはフーが宝石工場強盗中に警官を殺した犯人であることに気づく。チョウとフーは港の隠れ家に逃げるが、その過程でチョウは致命傷を負う。チョウはフーに自分が潜入捜査官であることを告白し、すぐに死んでくれるよう頼む。しかし、フーはそうする気にはなれない。警察は隠れ家を包囲し、その後の対決でチョウは傷がもとで死ぬ。フーは逮捕され、ラウ警部はチョウの死に打ちのめされ、チャン警部の傲慢さと行動に激しく抗議する。
キャスト

## キャスト
| 役名                  | 俳優               | 日本語吹替 | 日本語吹替 |
| 役名                  | 俳優               | VHS版      |            |
| --------------------- | ------------------ | ---------- | ---------- |
| コー・チョウ          | チョウ・ユンファ   | 津嘉山正種 |            |
| フー                  | ダニー・リー       | 玄田哲章   |            |
| ラウ警部/クンおじさん | スン・イェー       | 池田勝     |            |
| ハン                  | キャリー・ン       | 勝生真沙子 |            |
| ジョン・チャン警部    | ロイ・チョン       | 大塚明夫   |            |
| ラウンジシンガー      | マリア・コルデロ   |            |            |
| チョウ・ナム          | フォン・ヤウ       |            |            |
| ビル                  | ビクター・ホン     |            |            |
| チョウ警部            | ラウ・コン         |            |            |
| ビッグ・ソン          | チャン・チーファイ | 江原正士   |            |